# Колхидский Дракон
Колхидский Дракон — персонаж древнегреческой мифологии (его собственное имя в большинстве источников не упоминается). Сын Тифона и Эхидны (либо родился из сукровицы поражённого Тифона). Некоторые источники указывают имя Колхис.
Сидел у дуба в Колхиде и сторожил золотое руно. Был усыплён снадобьями Медеи, чтобы Ясон смог похитить руно. Позже дракон поселился на острове феаков и был убит Диомедом.
По рационалистическому истолкованию, это просто имя стража святилища у колхов.